# The Silent Sun/That's Me
The Silent Sun/That's Me è il primo singolo del gruppo musicale britannico Genesis, pubblicato il 2 febbraio 1968.
I due brani in esso contenuti furono incisi ai Regent Studios di Londra nel dicembre 1967 dalla prima formazione del gruppo, comprendente il batterista Chris Stewart. Dalle stesse sedute di registrazione fu tratto anche il 45 giri A Winter's Tale / One-eyed Hound, pubblicato nel maggio del 1968. I quattro brani in questione furono gli unici del gruppo con Stewart alla batteria a finire su disco.
Il brano The Silent Sun fu in seguito incluso con il titolo Silent Sun anche nell'album From Genesis to Revelation (marzo 1969) che, per il resto, il gruppo registrò nel settembre 1968 con Jonathan Silver al posto di Stewart.

## Tracce
Lato A
1. The Silent Sun

Lato B
1. That's Me

## Formazione
Gruppo
- Tony Banks – pianoforte, cori
- Peter Gabriel – voce
- Anthony Phillips – chitarra acustica, chitarra elettrica, cori
- Mike Rutherford – basso elettrico, cori
- Chris Stewart – batteria

Altri musicisti
- Arthur Greenslade – arrangiamento strumenti ad arco